# Fighting
Fighting (titulada en castellano Fighting: Puños de Asfalto en España y Fighting: Vale Todo en algunos países de Hispanoamérica y Peleador Callejero en México) es un drama protagonizado por Channing Tatum y Terrence Howard. Estrenada el 14 de abril de 2009 en Estados Unidos y el 15 de mayo del mismo año en España.

## Argumento
Shawn MacArthur (Channing Tatum) llega a Nueva York con las manos completamente vacías, sin dinero, sin casa, sin nada. Sobrevive vendiendo objetos de marca falsificados en la calle. Su suerte cambia cuando el timador profesional Harvey Boarden (Terrence Howard) se da cuenta de que es un luchador nato. Harvey, en calidad de representante, introduce a Shawn en el corrupto circuito del boxeo sin guantes, donde los ricos apuestan por peones intercambiables. En poco tiempo, se convierte en un luchador estrella, tumbando a boxeadores profesionales. Pero si Shawn quiere salir del tenebroso mundo en el que está metido, deberá dar todo lo que lleva dentro para poder participar en la pelea más dura de toda su vida.

## Recepción crítica y comercial
Según la página de Internet Rotten Tomatoes obtuvo un 41% de comentarios positivos, llegando a la siguiente conclusión: "Aunque "Fighting" tiene un protagonista agradable y las escenas de lucha son impresionantes, el fino argumento se deshilacha completamente."
Según la página de Internet Metacritic obtuvo críticas positivas, con un 61% , basado en 22 comentarios de los cuales 10 son positivos
Recaudó en Estados Unidos 23 millones de dólares. Sumando las escasas recaudaciones internacionales la cifra asciende a 31 millones. Se desconoce cuál fue el presupuesto.

## DVD
Fighting: Puños de Asfalto salió a la venta el 22 de octubre de 2009, en formato DVD. El disco contiene acceso directo a escenas, menús interactivos y escenas eliminadas.